# 瓦斯 (北卡羅萊納州)
瓦斯（英語：Vass）是一個位於美國北卡羅萊納州穆爾縣的城鎮。

## 人口
根據2020年美國人口普查的數據，瓦斯的面積為8.80平方千米，當中陸地面積為8.75平方千米，而水域面積為0.05平方千米。當地共有人口952人，而人口密度為每平方千米108人。